# 圣宁法
圣宁法（義大利語：Santa Ninfa），是意大利特拉帕尼省的一个市镇。总面积63.52平方公里，人口5159人，人口密度81.2人/平方公里（2009年）。ISTAT代码为081019。